# Дхарам Гокхул
Дхарам Гокхул (англ. Dharam Gokhool; нар. 25 жовтня 1949) — маврикійський політик, президент Маврикія (з грудня 2024).

## Біографія
Гокхул народився 25 жовтня 1949 року в селі Плен-де-Рош, Маврикій.
Свою політичну кар'єру розпочав у 1976 році.
У 2024 році Гокхул був одноголосно обраний членами Національної асамблеї на посаду президента Маврикія.